# Генеральное консульство России в Гданьске
Генеральное консульство Российской Федерации в Гданьске (польск. Konsulat Generalny Federacji Rosyjskiej w Gdańsku, нем. Russisches Generalkonsulat in Danzig) — российское консульское учреждение, располагающееся на ул. Batorego 15 в Гданьске.

## Организационное подразделение
- Российский центр науки и культуры (с 2021 года — «Русский дом[пол.]»[2], представительство Россотрудничества) в Гданьске[3], дом Льва Замека[пол.], ул. Długa[пол.], 35.

## История

### Период до Первой Мировой войны
В 1718 году по приказу царя Петра I было приобретено 6000 прусских талеров для проживания царского резидента в Гданьске на ул. Langgarten 74, а именно дом «Zu den drei Bären» (К трем медведям). Официальное открытие резиденции состоялось в 1725 году. На этом участке в 1768 году была построена новая резиденция, позже названная дворцом русских консулов или русским домом (Russen-Haus).
Внутри первого здания с 1720 года располагалась православная часовня, посвященная святому Николаю. Её позднее разместили в другом здании, в котором она действовала до 1926 года.

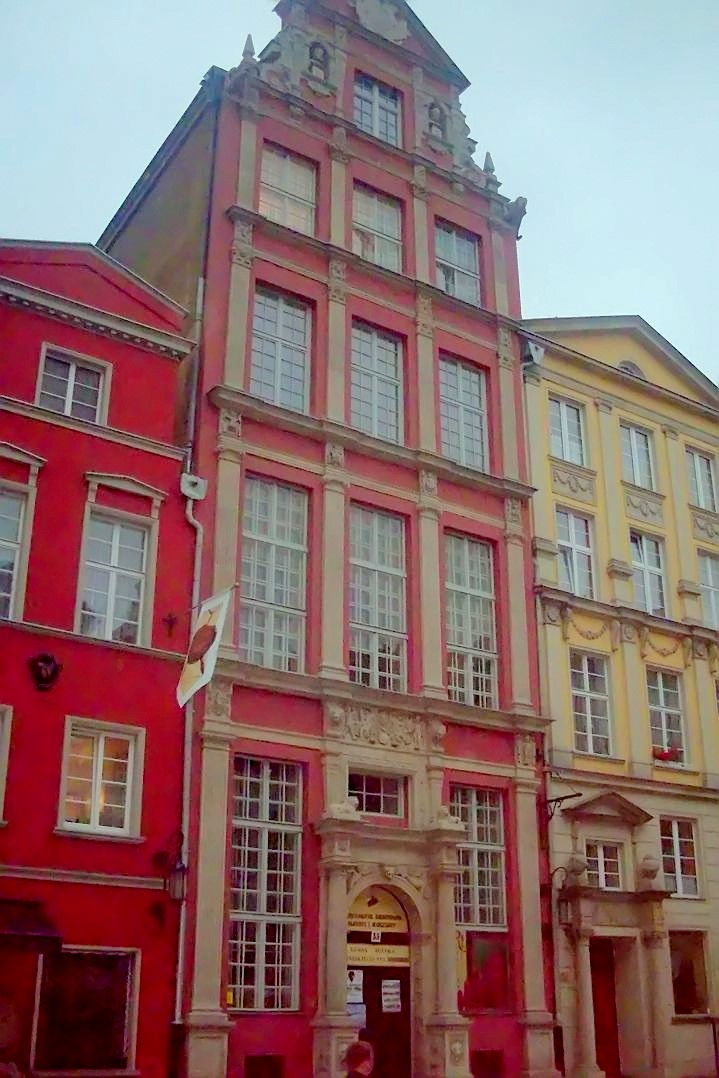
Российский центр науки и культуры в Гданьске, дом Льва Замека, ул. Długa 35

В сентябре 1881 года во дворце проживали два императора: российский Александр III и германский Вильгельм I.
Российское представительство в то время играло важную роль для России, в том числе оно контролировало российскую транзитную торговлю через Гданьск.
После начала Первой Мировой войны в 1914 году тогдашний генеральный консул Дмитрий Островский был отправлен обратно в Россию. После окончания военных действий во дворце расположилось представительство Всероссийского правительства адмирала Колчака, которое также выполняло ряд консульских функций.

### Межвоенный период

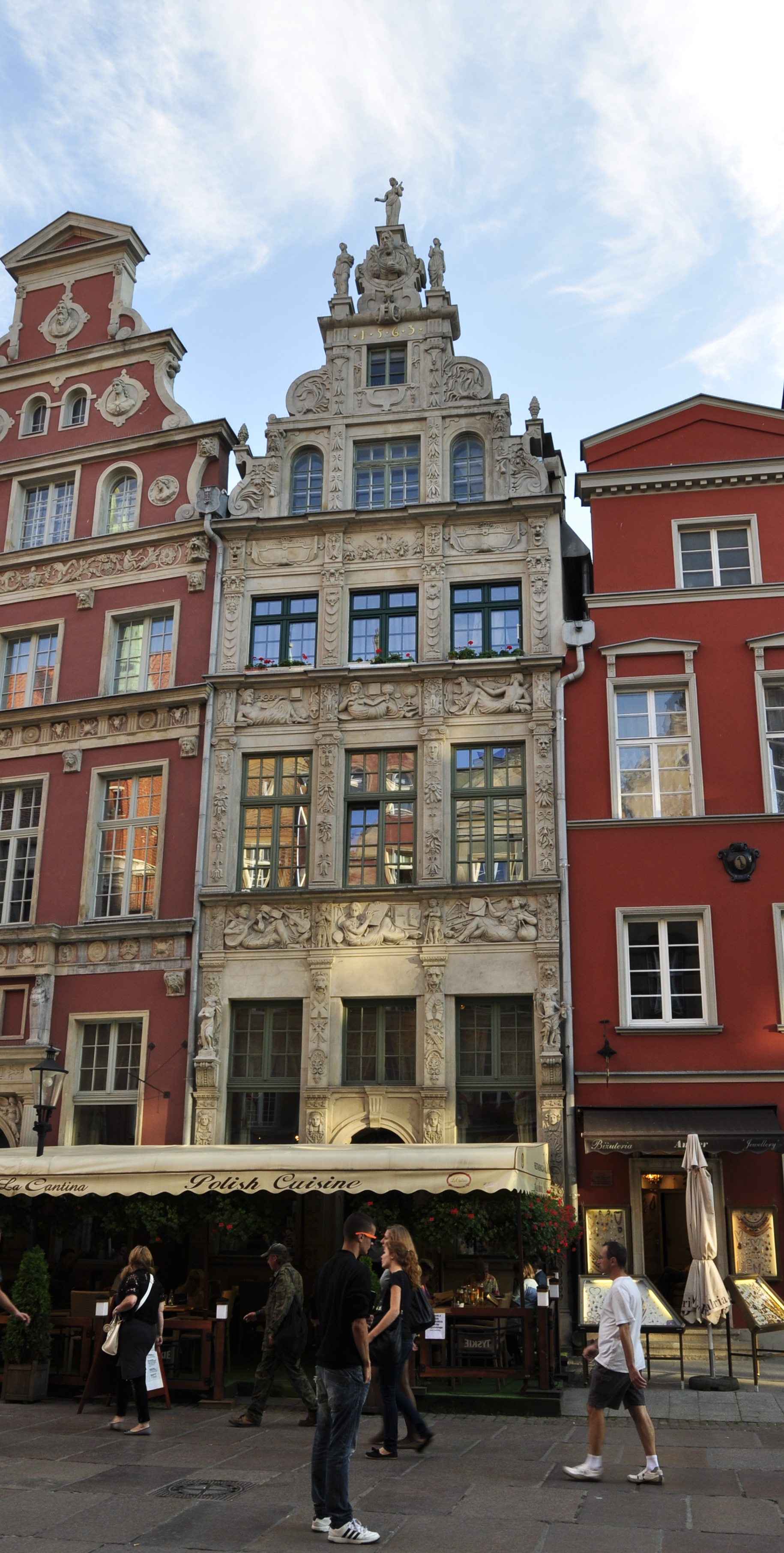
Здание Торгового представительства СССР на ул. Długiej 37 (1929)

После создания Вольного города Данциг в марте 1923 года советские власти создали квази-консульство СССР под названием Российский комитет по репатриации при Вольном городе Данциг (Russisches Repatriations-Komitee in den Freien Stadt Danzig E.V.), базирующейся в отеле Монополь на Hundegasse 16-17, который, однако, был быстро ликвидирован. В том же году СССР было создано отделение Торгового представительства СССР в Гданьске.
Консульство в Гданьске было создано только после того, как было подписано консульское соглашение между правительствами Республики Польша и СССР в 1926 году, и его оно вновь расположилось на ул. Langgarten 74. Здание функционировало там до начала Великой Отечественной войны в 1941 году, и новые местные власти определили здание в качестве резиденции Национального бюро по доисторическому периоду (Landesamt für Vorgeschichte) и Регионального доисторического музея (Gaumuseum für Vorgeschichte). Здание, вероятно, было сожжено в марте 1945 года и в настоящее время не существует.
В 1928 году власти СССР планировали открыть консульство вместе с филиалом торгового представительства в Гдыне, чего, однако, не произошло.

### Период после 1945 года
После Второй Мировой войны в 1945 году Генеральное консульство СССР в Гданьске было открыто вновь. В 1945—1946 годах оно располагалось в здании на ул. Matka Polki 10, позже консульство переехало на ул. Batorego 15.
В 1971—1993 годах в консульстве находилась местная ячейка Оперативной группы КГБ «Нарев».

## Торговое представительство

### Межвоенный период

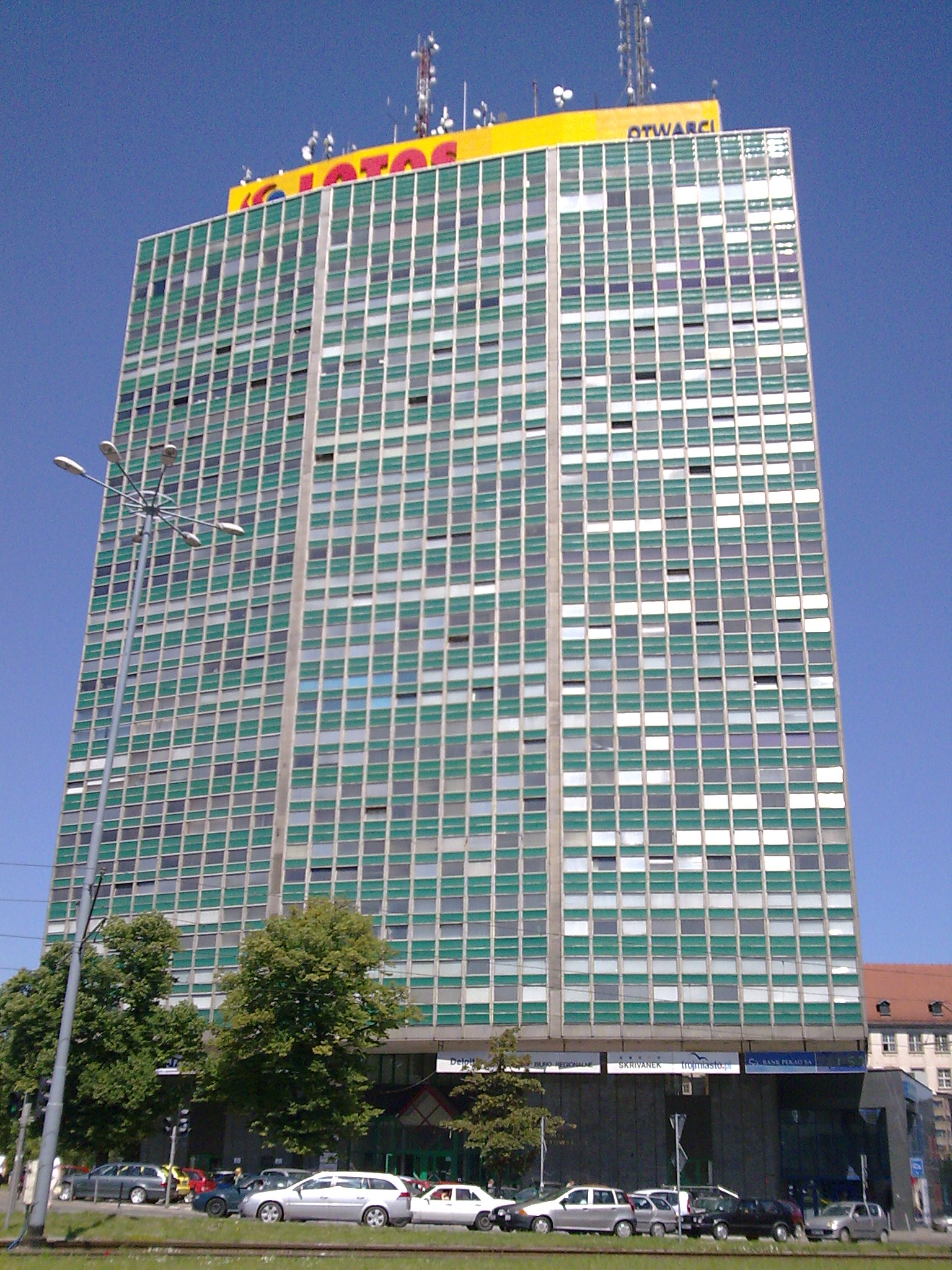
Здание «Зеленяка» на Wałach Piastowskich 1, представительство Министерства рыбного хозяйства СССР

В 1923 году в Гданьске было открыто отделение Варшавского торгового представительства СССР (Торгпредство СССР, Russische Handelsvertretung in Polen, Handelsvertretung der UdSSR in Polen). Это послужило основой и для шпионской деятельности. В 1927 году представительство было расположено по адресу: Vorstädtischer Graben 1a, затем на Langgasse 37 (1929), Karrenwall 8 (1931—1933), и на Stadtgraben 13 (1935).
Также была основана компания — Данцигско-российская торговая Ассоциация (Danzig-Russische Handelsgesellschaft mbH), её штаб-квартира располагалась на Poggenpfuhl 42 (1923—1925).

### Период после 1945 года
Отделение Варшавского торгового представительства СССР функционировало в Гданьске также и после Второй мировой войны, первоначально по адресу ул. Batorego 11 (1946), затем по ул. Jagiellońskiej 2 и ул. Okopowa 1b, в 1980-х годах на тогдашней ул. Карла Маркса (Karola Marksa) 126. Оно включало, среди прочих представительства:
- Министерства Морского Флота СССР, ул. Doki 2
- Министерства речного флота РСФСР, ул. Doki 2
- Судового Регистра СССР, ул. Doki 2
- ЧЗ Судоимпорт,
- Министерства рыбного хозяйства СССР, в здании «Зеленяка» на Wałach Piastowskich 1.

В 1946 году Представительство также имело филиал в Гдыне, на ул. Żeromskiego 47.

## Список консулов

### До Первой Мировой войны
- 1717—1718 — Ланчинский Людвик Казимир, министр-резидент, агент (ок. 1680—1752)
- 1718—1736 — Эрдман Георг, агент, с 1730 министр-резидент (1682—1736)
- 1736—1743 — Шендель Иоганн Людвиг, агент, с 1738 министр-резидент (?-1743)[10]
- 1743—1755 — Шерер Каспар, министр-резидент (1689—1755)
- 1755—1757 — Шевиус Христиан Францевич, министр-резидент (1734—1788)
- 1756—1760 — Мусин-Пушкин Алексей Семенович, министр-резидент (1729—1817)
- 1761—1762 — Ржичевский Иван[пол.], министр-резидент
- 1762—1775 — Ребиндер Ганс Вильгельм, министр-резидент (1728—1779)
- 1775—1779 — Волчков Семен, поверенный в делах
- 1779—1786 — Петерсон Христофор Иванович, министр-резидент (1735—1789)
- 1786—1787 — Соколовский, Семён Яковлевич[пол.], поверенный в делах
- 1787—1790 — Рикман Иван Севастьянович, поверенный в делах (-1806)
- 1790—1793 — Соколовский Семен Яковлевич, поверенный в делах
- 1800—1816 — Трефурт, Леонтий (Отто Лудольф) Федорович[пол.], генеральный консул, с 1808 министр-резидент (1772—1848)
- 1817—1823 — Гейдекен, Карл Егорович[пол.], генеральный консул (-1835)
- 1824—1828 — Макарович, Антон Константинович[пол.], генеральный консул (1772—1828)
- 1829—1833 — Тенгоборский Людвиг Валерианович, генеральный консул (1793—1857)
- 1833—1842 — Бюцов, Карл Карлович[пол.], генеральный консул (1791—1852)
- 1843—1847 — Иван Иванович Пахерт, генеральный консул
- 1848 — Чевати, Константин Степанович, генеральный консул (~1811-1862)
- 1849—1868 — Аделунг Александр Федорович[пол.], генеральный консул (1805—1868)
- 1869—1877 — Карл Андреевич (Карл-Готлиб) Фрейтаг фон Лорингофен, генеральный консул (1811—1882)
- 1879—1895 — Врангель, Александр Егорович, генеральный консул (1833—1915)
- 1895—1898 — Магсиг Рихард, консульский агент
- 1899 — Богословский, Григорий Петрович[пол.], генеральный консул (1841—1900)
- 1899—1914 — Островский Дмитрий Николаевич, генеральный консул (1856—1938)

### Период 1926—1940 годов
- 1926—1933 — Калина (Эйзенбух) Игнатий Петрович[пол.], генеральный консул (1884—1938)[11]
- 1935—1937 — Мещеряков Владимир Николаевич (1885—1946)
- 1937—1939 — Михельс Владимир Андреевич, Вольф Израилевич, (псевдоним Мюллер)[пол.] (1892—1940)[12]
- 1939 — Власов, Иван Филиппович[пол.] (1904—1941)
- 1939—1940 — Коптелов Михаил Ефремович (1904—1952)

### Период 1945—1990 годов
- 1945—1949 — Тимофей Хоробрых, консул, с 1946 генеральный консул (1913-)
- 1949—1951 — Александр Красненков, генеральный консул
- 1951—1954 — Михаил Потапов, генеральный консул
- 1955—1958 — Николай Талызин, генеральный консул
- 1958—1959 — Виктор Сборщиков
- 1960—1961 — Иван Кузнецов
- 1962—1963 — Михаил Васильев
- 1964—1965 — Виктор Пелишенко, генеральный консул
- 1966—1972 — Иван Борисов (1911-)
- 1972—1977 — Федор Шарыкин
- 1979—1983 — Лев Вахрамеев
- 1984—1987 — Ткаченко Иван Филаретович
- 1987—1990 — Вадим Муцкий

### Период с 1991 года
- 1992 — Валентин А. Жихарев, генеральный консул
- 2001—2002 — Беловол Николай Иванович, генеральный консул
- 2003—2006 — Василий Зуев, генеральный консул
- 2006—2008 — Юрий Алексеев, генеральный консул
- 2009—2013 — Сергей Пучков, генеральный консул (1950-)[13]
- 2013—2018 — Александр Карачевцев, генеральный консул (1953-)
- с 2018 — Виктор Колесников[14]